# A Kind of Magic
A Kind of Magic este un album din 1986 al trupei engleze de rock Queen. A fost al doisprezecelea album de studio al formației și primul înregistrat digital, fiind totodată bazat pe coloana sonoră a filmului Nemuritorul (Highlander), primul dintr-o serie regizată de Russell Mulcahy. Cu toate că albumul s-a clasat abia pe locul 46 în Statele Unite, a ajuns pe primul loc în Marea Britanie rămânând în topuri pentru 63 de săptămâni producând și trei hit single-uri. Single-ul "A Kind of Magic" a ajuns doar pe locul 42 în SUA deși a apărut și în filmul Nemuritorul. Ulterior albumul a primit discul de aur în SUA în 2002. Este primul album Queen ce conține o piesă de titlu, următoarele discuri conținând de asemenea una. Cu toate că Queen va mai lansa încă trei albume cu Freddie Mercury, A Kind of Magic avea să fie ultimul material al grupului promovat de un turneu , datorită îmbolnăvirii lui Mercury de SIDA. Pentru prima dată în cariera lor trupa a permis să fie filmată în studio.

## Tracklist
1. "One Vision" ( Queen ) (5:10)
2. "A Kind of Magic" ( Roger Taylor ) (4:24)
3. "One Year of Love" ( John Deacon ) (4:26)
4. "Pain Is So Close to Pleasure" ( Deacon , Freddie Mercury ) (4:21)
5. "Friends Will Be Friends" ( Mercury , Deacon ) (4:07)
6. "Who Wants to Live Forever" ( Brian May ) (5:15)
7. "Gimme The Prize (Kurgan's Theme)" ( May ) (4:34)
8. "Don't Lose Your Head" ( Taylor ) (4:38)
9. "Princess of The Universe" ( Mercury ) (3:32)

## Single-uri
- "One Vision" (1985)
- "A Kind of Magic" (1986)
- "Princess of The Universe" (1986)
- "Friends Will Be Friends" (1986)
- "Pain Is So close to Pleasure" (1986)
- "Who Wants to Live Forever" (1986)
- "One Year of Love" (1986)

## Componență
- Freddie Mercury - voce , pian , voce de fundal , sintetizatoare
- John Deacon - bas , chitare electrice , sintetizatoare
- Roger Taylor - tobe , tobe electronice , voce de fundal , sintetizatoare
- Brian May - chitare electrice , voce de fundal , voce pe "Who Wants to Live Forever" , sintetizatoare